# CCC (企業)
株式会社CCC（シーシーシー、CCC Co., Ltd.）は、かつて存在した企業。カルチュア・コンビニエンス・クラブ株式会社の事業子会社としてTSUTAYAなどを運営した。

## 行っていた事業

### 音楽・映像ソフトレンタル
カルチュア・コンビニエンス・クラブ#映像・音楽ソフト・コミックレンタルを参照

### 音楽・映像ソフト販売
カルチュア・コンビニエンス・クラブ#音楽・映像ソフト販売を参照

## 沿革
- 2006年（平成18年）
  - 3月1日 - カルチュア・コンビニエンス・クラブからTSUTAYA事業を分割し、株式会社TSUTAYAを設立。
  - 6月 - 新星堂の第三者割当増資を引き受け、新株予約権を取得する。
  - 7月 - すみやの第三者割当増資を引き受け、子会社化する。
- 2008年（平成20年）7月15日 - 同年7月19日から1,339店舗全店（2008年7月15日現在）で、Blu-ray Discレンタルサービスを開始すると発表[1]。
- 2009年（平成21年）
  - 4月1日 - 株式会社TSUTAYA STORESホールディングス、株式会社TSUTAYA STORES、株式会社レントラックジャパン、株式会社ブロウアウトジャパン、ビーエムドットスリー株式会社、カルチュア・パブリッシャーズ株式会社、株式会社ツタヤオンライン、株式会社CCCキャスティングの7社を吸収合併するとともに、会社分割を行った株式会社Tカード&マーケティングの事業のうち、ポイント金預かり事業以外の事業を吸収し、併せて株式会社TSUTAYAから株式会社CCCに商号変更[2]。
  - 10月1日 - 親会社のカルチュア・コンビニエンス・クラブ株式会社に簡易吸収合併かつ略式吸収合併されて解散[2][3]する。

## 主なフランチャイジー
カルチュア・コンビニエンス・クラブ#TSUTAYAフランチャイズ事業を参照。